# Bazylika Matki Bożej z Luján
Bazylika Matki Bożej z Luján (hiszp. Basilica Nuestra Señora de Luján) – neogotycka bazylika mniejsza w Luján ok. 68 km na zachód od Buenos Aires, Argentyna. Miejsce kultu Matki Bożej z Luján, patronki Argentyny, Urugwaju i Paragwaju, do której corocznie przybywa ok. 6 mln pielgrzymów.
Znajduje się na terenie archidiecezji Mercedes-Luján, przez co niekiedy uznawana jest (błędnie) za katedrę, podczas gdy rolę tę faktycznie pełni katedra w Mercedes.

## Architektura
Kościół zbudowany w latach 1889–1937 wg projektu francuskiego architekta Ulderico Courtois. Charakterystyczne wieże, dominujące nad płaskim krajobrazem miasta, liczą 106 m.
Do wnętrza prowadzą trzy wejścia obudowane portalami. Drzwi wejściowe wykonane są z drewna i obite brązem; portal środkowy poświęcony jest Argentynie, zachodni – Urugwajowi, a wschodni – Paragwajowi. W środkowym portalu umieszczona jest płaskorzeźba MB z Luján z łacińską inskrypcją Ave María, félix coeli porta.
Fasada nad wejściem udekorowana jest 6-metrowymi posągami apostołów i ewangelistów w grupach po czterech. U nasady zachodniej (lewej) wieży znajdują się: Piotr, Andrzej, Tomasz i Jakub (od frontu) oraz Maciej, Barnaba, Tadeusz i Szymon (z boku wieży). U nasady wschodniej (prawej) wieży znajdują się: Paweł, Jakub Mniejszy, Filip i Bartłomiej (od frontu) oraz Mateusz, Marek, Łukasz i Jan (z boku wieży).
Nad wejściem środkowym w fasadzie znajduje się witrażowa rozeta z wizerunkiem Matki Bożej.
W podziemiach bazyliki umieszczono kopie wizerunków Matki Bożej, czczonych na całym świecie, wśród nich znajduje się obraz Matki Boskiej Częstochowskiej. W 2012 podczas powodzi podziemia świątyni zostały zalane, na szczęście nie powodując trwałych szkód.

## Galeria

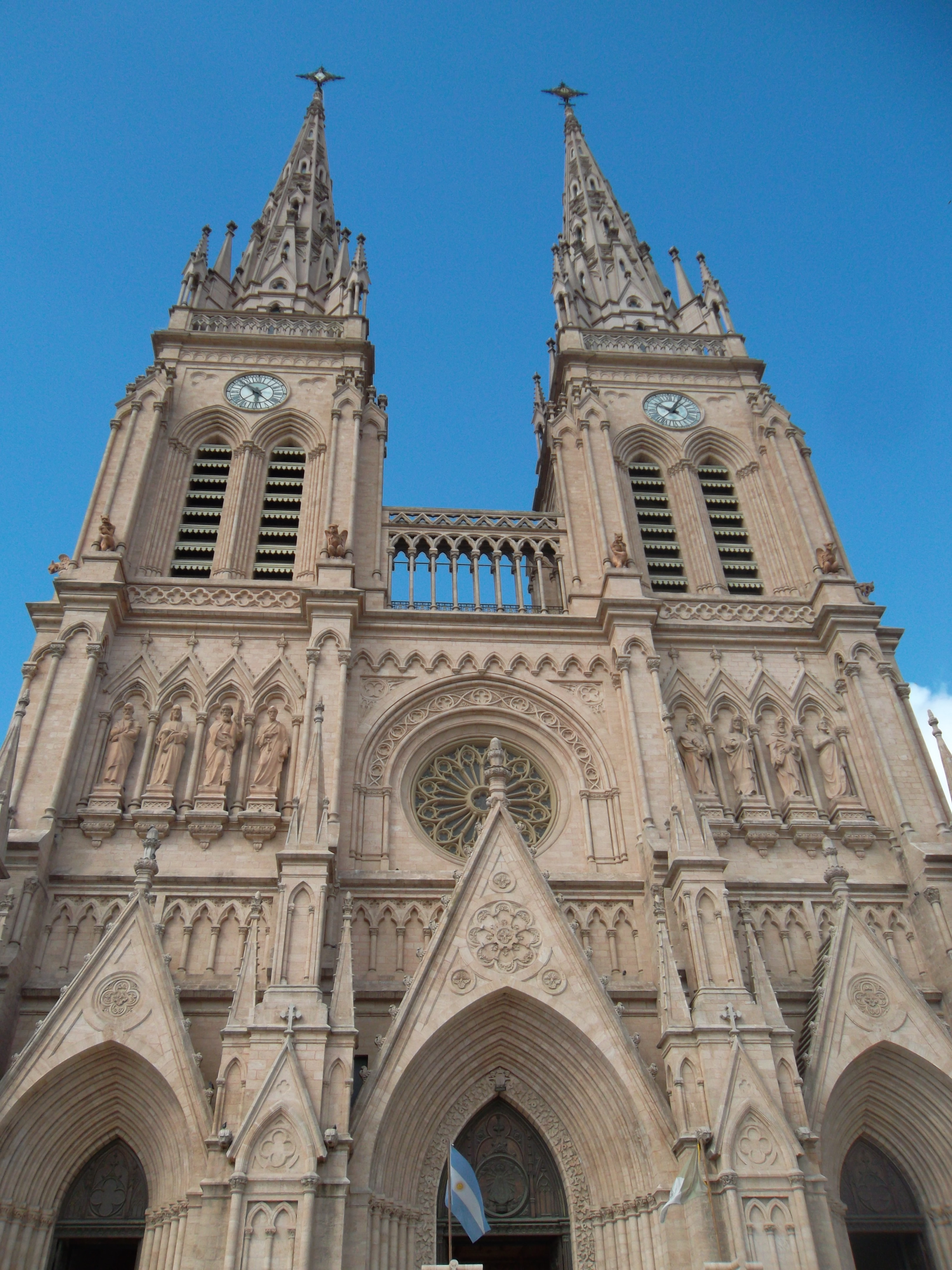
Fasada bazyliki
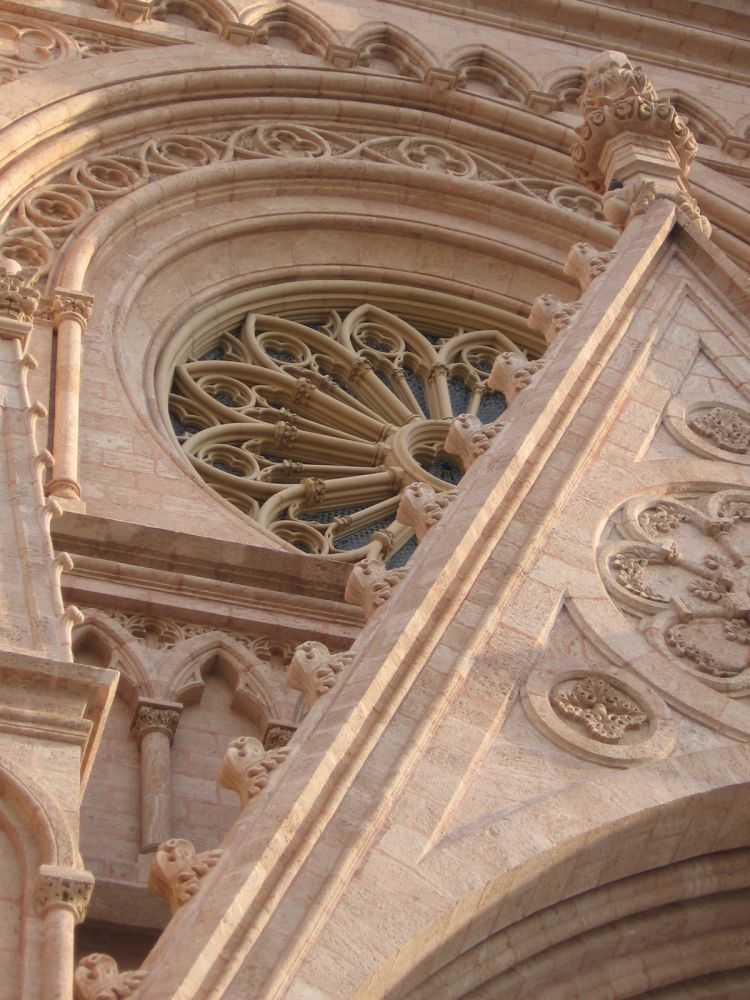
Rozeta nad wejściem
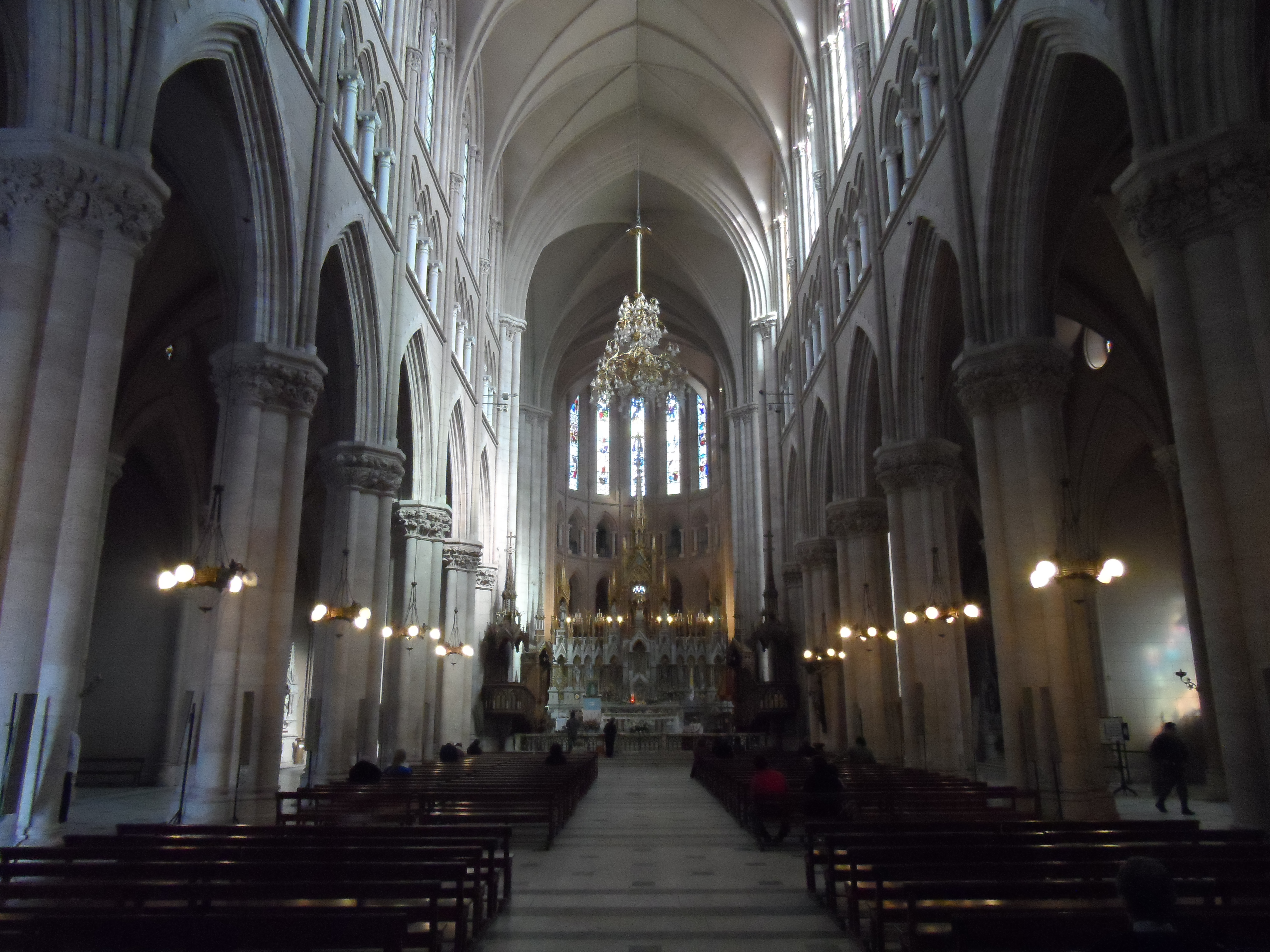
Wnętrze bazyliki
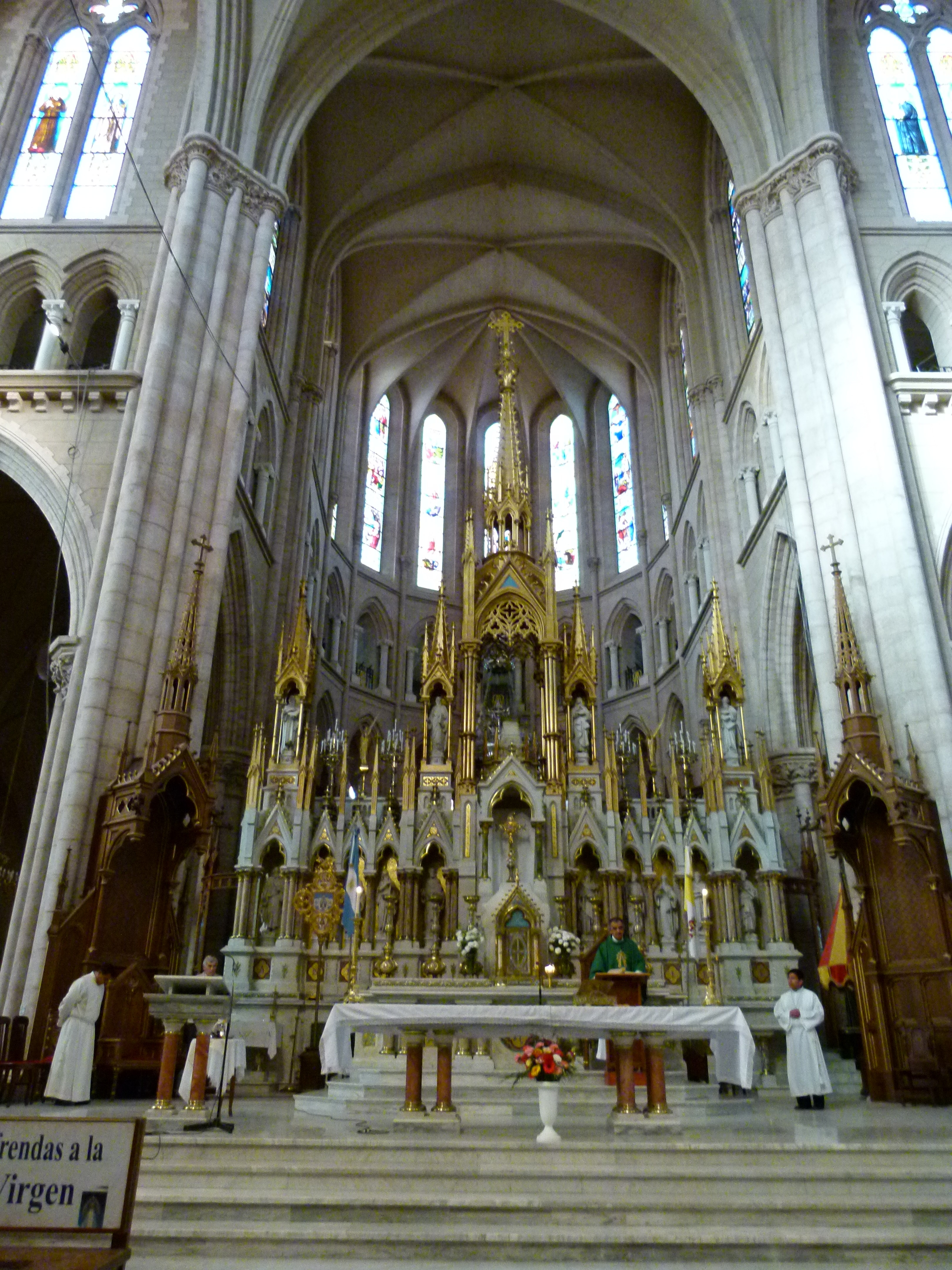
Ołtarz główny w bazylice